# Klasyfikacja medalowa Zimowych Igrzysk Olimpijskich 1948
     zdobywcy co najmniej jednego złotego medalu
     zdobywcy co najmniej jednego srebrnego medalu
     zdobywcy co najmniej jednego brązowego medalu
     państwa bez medalu
     państwa nieuczestniczące w igrzyskach

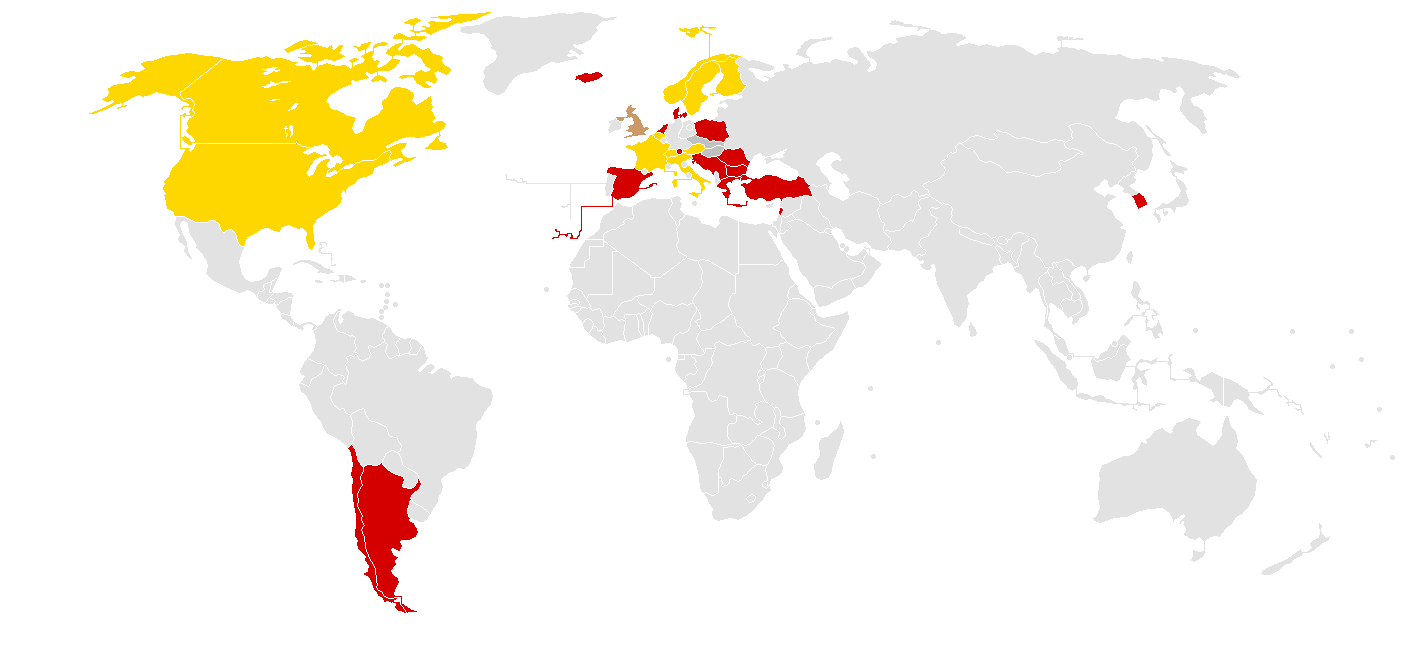
Państwa uczestniczące w Zimowych Igrzyskach Olimpijskich 1948
zdobywcy co najmniej jednego złotego medalu
zdobywcy co najmniej jednego srebrnego medalu
zdobywcy co najmniej jednego brązowego medalu
państwa bez medalu
państwa nieuczestniczące w igrzyskach

Klasyfikacja medalowa Zimowych Igrzysk Olimpijskich 1948 – zestawienie państw, reprezentowanych przez narodowe komitety olimpijskie, uszeregowanych pod względem liczby zdobytych medali na V Zimowych Igrzyskach Olimpijskich w 1948 roku w Sankt Moritz.
Igrzyska w Sankt Moritz były pierwszymi igrzyskami olimpijskimi po II wojnie światowej. Podczas tych igrzysk rozegrano 22 konkurencje w dziewięciu dyscyplinach sportowych. W porównaniu do poprzednich zimowych igrzysk, które odbyły się w 1936 roku w Garmisch-Partenkirchen, do kalendarza olimpijskiego włączono pięć konkurencji – cztery w narciarstwie alpejskim (zjazd i slalom kobiet i mężczyzn) i skeletonowy ślizg mężczyzn, który po dwudziestoletniej przerwie został jednorazowo przywrócony do rywalizacji olimpijskiej.
W zawodach zaprezentowało się 668 sportowców (591 mężczyzn i 77 kobiet) z 28 państw. Ze względu na udział w II wojnie światowej, do uczestnictwa w zimowych igrzyskach w Sankt Moritz, jak również w letnich igrzyskach w Londynie, nie zostali zaproszeni Niemcy i Japończycy. Dla pięciu krajów – Chile, Danii, Islandii, Korei Południowej i Libanu – start w 1948 roku był debiutem w zimowych igrzyskach olimpijskich. Dla Korei i Libanu był to zarazem pierwszy start olimpijski, włączając w to również letnie igrzyska.
Medalistami olimpijskimi zostali przedstawiciele trzynastu państw, spośród których dziesięć państw zdobyło przynajmniej jeden złoty medal. Dla piętnastu reprezentacji oznaczało to zatem brak medalu na tych igrzyskach. Najwięcej medali – po dziesięć – zdobyli reprezentanci Norwegii, Szwecji i Szwajcarii, przy czym Norwegowie i Szwedzi mieli na koncie cztery złote medale, a Szwajcarzy trzy.
Pierwszy w historii medal zimowych igrzysk olimpijskich dla Włoch, i zarazem pierwsze złoto dla tego kraju, zdobył Nino Bibbia w ślizgu skeletonowym. Z kolei pierwsze złoto zimowych igrzysk dla Belgii wywalczyli Micheline Lannoy i Pierre Baugniet w konkursie par sportowych. Był to zarazem pierwszy belgijski medal zimowych igrzysk od 1928 roku. W tej samej konkurencji Andrea Kékesy i Ede Király zdobyli pierwszy w historii srebrny medal dla reprezentacji Węgier. Na poprzednich dwóch igrzyskach – w Lake Placid i Garmisch-Partenkirchen – w węgierskim dorobku znalazły się wyłącznie brązowe medale. Również pierwszy w historii srebrny medal dla swojego kraju zdobyli hokeiści reprezentacji Czechosłowacji. Był to drugi medal, po brązowym w 1928 roku, wywalczony dla tego kraju na zimowych igrzyskach olimpijskich.
Najlepsze w ich dotychczasowej historii startów w zimowych igrzyskach olimpijskich występy osiągnęli również reprezentanci Szwecji, Szwajcarii, Francji i Kanady. Szwedzi, Szwajcarzy i Francuzi osiągnęli najlepszy wynik zarówno biorąc pod uwagę liczbę złotych medali, jak i wszystkich łącznie. Francuzi, a także Kanadyjczycy, po raz pierwszy zakończyli zimowe igrzyska z dorobkiem dwóch złotych medali. Największą sumę medali w historii swoich startów odnotowali również Austriacy, jednak ich wynik był słabszy pod względem liczby złotych medali od rezultatu osiągniętego w Chamonix – w Sankt Moritz zdobyli jeden złoty medal, a w Chamonix dwa.
Najlepszy od 1928 roku wynik medalowy w zimowych igrzyskach olimpijskich uzyskali reprezentanci Finlandii, a najlepszy od 1932 roku – reprezentanci Stanów Zjednoczonych. Z kolei dla Norwegów był to niemal najsłabszy występ w historii – drugi raz, po igrzyskach w 1932 roku, zdobyli oni tylko dziesięć medali.
Jedynym krajem, który zdobył medale na poprzednich zimowych igrzyskach, a nie dokonał tego w Sankt Moritz, byli nieuczestniczący w zawodach olimpijskich Niemcy.
Konkurencje olimpijskie wyłoniły łącznie 123 medalistów, spośród których jedenaścioro zdobyło co najmniej dwa medale. Siedmioro z multimedalistów przynajmniej raz stanęło na najwyższym stopniu podium. Jedynym trzykrotnym medalistą igrzysk w Sankt Moritz został francuski alpejczyk, Henri Oreiller, w którego dorobku znalazły się dwa złote i jeden srebrny medal. Dwa tytuły mistrza olimpijskiego zdobył również szwedzki biegacz narciarski, Martin Lundström.

## Klasyfikacja państw
Poniższa tabela przedstawia klasyfikację medalową państw, które zdobyły medale na Zimowych Igrzyskach Olimpijskich 1948 w Sankt Moritz, sporządzoną na podstawie oficjalnych raportów Międzynarodowego Komitetu Olimpijskiego. Klasyfikacja posortowana jest najpierw według liczby osiągniętych medali złotych, następnie srebrnych, a na końcu brązowych. W przypadku, gdy dwa kraje zdobyły tę samą liczbę medali wszystkich kolorów, o kolejności zdecydował porządek alfabetyczny.
| Miejsce | Państwo         | Złoto | Srebro | Brąz | Razem |
| ------- | --------------- | ----- | ------ | ---- | ----- |
| 1.      | Norwegia        | 4     | 3      | 3    | 10    |
| 1.      | Szwecja         | 4     | 3      | 3    | 10    |
| 3.      | Szwajcaria      | 3     | 4      | 3    | 10    |
| 4.      | USA             | 3     | 4      | 2    | 9     |
| 5.      | Francja         | 2     | 1      | 2    | 5     |
| 6.      | Kanada          | 2     | –      | 1    | 3     |
| 7.      | Austria         | 1     | 3      | 4    | 8     |
| 8.      | Finlandia       | 1     | 3      | 2    | 6     |
| 9.      | Belgia          | 1     | 1      | –    | 2     |
| 10.     | Włochy          | 1     | –      | –    | 1     |
| 11.     | Czechosłowacja  | –     | 1      | –    | 1     |
| 11.     | Węgry           | –     | 1      | –    | 1     |
| 13.     | Wielka Brytania | –     | –      | 2    | 2     |
| Razem   | Razem           | 22    | 24     | 22   | 68    |

## Klasyfikacje według dyscyplin

### Biegi narciarskie
W ramach igrzysk w Sankt Moritz rozegrano trzy konkurencje biegowe – biegi na 18 i 50 km techniką klasyczną oraz bieg sztafetowy. Konkurencje te nie uległy zmianie w porównaniu do igrzysk w Garmisch-Partenkirchen.
Rywalizację zdominowali reprezentanci Szwecji, którzy zdobyli złote medale we wszystkich konkurencjach. Jednocześnie wywalczyli sześć z siedmiu możliwych medali. Tym samym reprezentacja Szwecji umocniła się na klasyfikacji wszech czasów w biegach narciarskich na igrzyskach olimpijskich. Szwedzi, włącznie z igrzyskami w 1948 roku, zdobyli siedem złotych medali – o cztery więcej niż Norwegowie. Jednocześnie jako pierwsi w historii trzykrotnie zajęli wszystkie miejsca na podium jednej konkurencji – wcześniej dokonali tego w biegach na 50 km podczas igrzysk w 1928 i 1936 roku.
Trzech zawodników dwukrotnie stanęło na podium olimpijskim w Sankt Moritz. Najbardziej utytułowanym biegaczem został Martin Lundström z dwoma złotymi medalami. Ponadto złoto i srebro zdobył Nils Östensson, a złoto i brąz – Gunnar Eriksson.
| Miejsce | Państwo   | Złoto | Srebro | Brąz | Razem |
| ------- | --------- | ----- | ------ | ---- | ----- |
| 1.      | Szwecja   | 3     | 2      | 1    | 6     |
| 2.      | Finlandia | –     | 1      | 1    | 2     |
| 3.      | Norwegia  | –     | –      | 1    | 1     |
| Razem   | Razem     | 3     | 3      | 3    | 9     |

### Bobsleje
Kalendarz olimpijski konkurencji bobslejowych nie zmienił się od poprzednich igrzysk i składał się z dwójek i czwórek mężczyzn.
Medalistami zostali bobsleiści z trzech krajów – Szwajcarii, Stanów Zjednoczonych i Belgii. Żaden z zawodników nie zdobył więcej niż jednego medalu olimpijskiego. Srebro belgijskiej czwórki był drugim w historii, po brązowym medalu piątki w 1928 roku, medalem olimpijskim dla tego kraju osiągniętym w bobslejach.
| Miejsce | Państwo    | Złoto | Srebro | Brąz | Razem |
| ------- | ---------- | ----- | ------ | ---- | ----- |
| 1.      | Szwajcaria | 1     | 1      | –    | 2     |
| 2.      | USA        | 1     | –      | 2    | 3     |
| 3.      | Belgia     | –     | 1      | –    | 1     |
| Razem   | Razem      | 2     | 2      | 2    | 6     |

### Hokej na lodzie
Turniej olimpijski w hokeju na lodzie podczas igrzysk w Sankt Moritz wygrała reprezentacja Kanady, srebrny medal zdobyli hokeiści z Czechosłowacji, a brązowy – ze Szwajcarii.
O reprezentowanie Stanów Zjednoczonych na arenie olimpijskiej rywalizowały dwie drużyny – podstawowa, występująca pod egidą narodowej federacji, oraz amatorska. Ostatecznie drużyna amerykańska zajęła czwarte miejsce w turnieju. Zespół został jednak zdyskwalifikowany z uwagi na jawne dopuszczenie profesjonalnych graczy. Po powstałych kontrowersjach Międzynarodowy Komitet Olimpijski zapowiedział, że wyniki turnieju nie będą oficjalnie liczone do klasyfikacji olimpijskiej. Decyzję tę jednak uchylił jeszcze w trakcie trwania igrzysk.
| Miejsce | Państwo        | Złoto | Srebro | Brąz | Razem |
| ------- | -------------- | ----- | ------ | ---- | ----- |
| 1.      | Kanada         | 1     | –      | –    | 1     |
| 2.      | Czechosłowacja | –     | 1      | –    | 1     |
| 3.      | Szwajcaria     | –     | –      | 1    | 1     |
| Razem   | Razem          | 1     | 1      | 1    | 3     |

### Kombinacja norweska
Rywalizacja w kombinacji norweskiej niezmiennie składała się z jednej konkurencji indywidualnej – biegu na 18 km i skoków narciarskich. Na igrzyskach w Sankt Moritz po raz pierwszy bieg dwuboistów rozegrano wspólnie z biegaczami. W biegu tym wystąpiło 84 zawodników, spośród których 39 było kombinatorami.
Na wszystkich poprzednich zimowych igrzyskach olimpijskich wszystkie medale w kombinacji norweskiej zdobywali dwuboiści z Norwegii. W 1948 roku pierwszy raz na podium nie znalazł się żaden z norweskich zawodników – dwa pierwsze miejsca zajęli Finowie, a trzeci był Szwed. Jednocześnie zwycięzca zawodów – Heikki Hasu – uzyskał w biegu złożonym 448,8 punktu, czym o 2,8 punktu poprawił dotychczasową najwyższą notę na igrzyskach olimpijskich, osiągniętą w 1932 roku przez Johana Grøttumsbråtena.
| Miejsce | Państwo   | Złoto | Srebro | Brąz | Razem |
| ------- | --------- | ----- | ------ | ---- | ----- |
| 1.      | Finlandia | 1     | 1      | –    | 2     |
| 2.      | Szwecja   | –     | –      | 1    | 1     |
| Razem   | Razem     | 1     | 1      | 1    | 3     |

### Łyżwiarstwo figurowe
W łyżwiarstwie figurowym, tak samo jak na poprzednich igrzyskach, rozegrano trzy konkurencje – zawody solistów, solistek i par sportowych. Jedyna zmiana polegała na zmniejszeniu liczby obowiązkowych figur z dwunastu do sześciu. Ponadto w konkursie par sportowych po raz pierwszy i jedyny w historii igrzysk olimpijskich zawody oceniało jedenastu sędziów, a nie – jak zwykle – dziewięciu.
Medalistami zostali reprezentanci siedmiu państw, spośród których tylko Kanada i Austria zdobyły po dwa medale. Żaden z zawodników nie stanął dwukrotnie na podium olimpijskim podczas tych igrzysk. Złote medale zdobyli reprezentanci Stanów Zjednoczonych, Belgii i Kanady. Były to pierwsze złota olimpijskie w łyżwiarstwie figurowym dla tych państw.
W konkursie par sportowych pierwszy złoty medal zimowych igrzysk olimpijskich dla Belgii zdobyli Micheline Lannoy i Pierre Baugniet, natomiast Andrea Kékesy i Ede Király w tym samym konkursie wywalczyli pierwszy w historii srebrny medal dla Węgier.
| Miejsce | Państwo         | Złoto | Srebro | Brąz | Razem |
| ------- | --------------- | ----- | ------ | ---- | ----- |
| 1.      | Kanada          | 1     | –      | 1    | 2     |
| 2.      | Belgia          | 1     | –      | –    | 1     |
| 2.      | USA             | 1     | –      | –    | 1     |
| 4.      | Austria         | –     | 1      | 1    | 2     |
| 5.      | Szwajcaria      | –     | 1      | –    | 1     |
| 5.      | Węgry           | –     | 1      | –    | 1     |
| 7.      | Wielka Brytania | –     | –      | 1    | 1     |
| Razem   | Razem           | 3     | 3      | 3    | 9     |

### Łyżwiarstwo szybkie
W ramach igrzysk w Sankt Moritz rozegrane zostały cztery konkurencje w łyżwiarstwie szybkim – biegi mężczyzn na 500, 1500, 5000 i 10000 metrów. Konkurencje nie zmieniły się w porównaniu do poprzednich igrzysk.
Rywalizację zdominowali Norwegowie, zdobywając trzy z czterech złotych medali. Dwóch panczenistów dwukrotnie stanęło na podium olimpijskim – Szwed Åke Seyffarth zdobył złoty i srebrny medal, a Norweg Odd Lundberg – srebrny i brązowy.
Zwycięzca biegu na 1500 metrów – Sverre Farstad – poprawił rekord olimpijski, uzyskując czas 2:17,6. Z kolei w biegu na 500 metrów rekord olimpijski poprawiono dwukrotnie – najpierw dokonał tego Bobby Fitzgerald z czasem 43,2 sekundy, a następnie Finn Helgesen z czasem lepszym o 0,1 sekundy. W biegu tym, po raz pierwszy w historii konkurencji łyżwiarskich, trzech zawodników zajęło ex aequo drugie miejsce. Organizatorzy nie byli przygotowani na taką sytuację – mieli tylko dwa srebrne medale zamiast trzech. Zaproponowali w związku z tym tymczasowe rozwiązanie, które miało polegać na przyznaniu jednemu z zawodników amerykańskich brązowego medalu i późniejszej jego wymiany na medal srebrny. Delegacja USA wyznaczyła Fitzgeralda do odebrania srebrnego medalu, a Kena Bartholomewa do medalu brązowego. Oburzony całą sytuacją Bartholomew nie stawił się na ceremonii medalowej.
| Miejsce | Państwo   | Złoto | Srebro | Brąz | Razem |
| ------- | --------- | ----- | ------ | ---- | ----- |
| 1.      | Norwegia  | 3     | 2      | 1    | 6     |
| 2.      | Szwecja   | 1     | 1      | 1    | 3     |
| 3.      | USA       | –     | 2      | –    | 2     |
| 4.      | Finlandia | –     | 1      | 1    | 2     |
| Razem   | Razem     | 4     | 6      | 3    | 13    |

### Narciarstwo alpejskie
W ramach igrzysk w Sankt Moritz rozegrano sześć konkurencji alpejskich. Do wcześniej przeprowadzanej kombinacji dołączono zjazd i slalom mężczyzn i kobiet.
Najbardziej utytułowanym narciarzem alpejskim został Henri Oreiller, który zdobył dwa złote i jeden brązowy medal. Został on jednocześnie najbardziej utytułowanym sportowcem igrzysk, biorąc pod uwagę wszystkie dyscypliny. Ponadto pięcioro zawodników zdobyło po dwa medale olimpijskie – Gretchen Fraser i Trude Beiser (obie po jednym złotym i jednym srebrnym), James Couttet i Karl Molitor (obaj po jednym srebrnym i jednym brązowym) oraz Erika Mahringer (dwa brązowe). W zjeździe mężczyzn ex aequo trzeci czas osiągnęli Rolf Olinger i Karl Molitor, w związku z czym przyznano w tej konkurencji dwa brązowe medale.
| Miejsce | Państwo    | Złoto | Srebro | Brąz | Razem |
| ------- | ---------- | ----- | ------ | ---- | ----- |
| 1.      | Szwajcaria | 2     | 2      | 2    | 6     |
| 2.      | Francja    | 2     | 1      | 2    | 5     |
| 3.      | Austria    | 1     | 2      | 3    | 6     |
| 4.      | USA        | 1     | 1      | –    | 2     |
| Razem   | Razem      | 6     | 6      | 7    | 19    |

### Skeleton
Na igrzyskach w 1948 roku po raz drugi w historii rozegrano zawody olimpijskie w skeletonie. Wcześniej skeletoniści rywalizowali o medale olimpijskie w 1928 roku, również w Sankt Moritz. Przywrócenie dyscypliny do kalendarza olimpijskiego nie nastąpiło jednak na stałe – kolejne zawody rozegrano podczas igrzysk w Salt Lake City w 2002 roku.
Złoty medal w jedynej konkurencji skeletonowej na igrzyskach w 1948 roku zdobył Włoch Nino Bibbia, który został powołany do kadry olimpijskiej jako bobsleista, a do zawodów skeletonowych został zgłoszony tuż przed zawodami. Był to pierwszy w historii medal zimowych igrzysk olimpijskich dla Włoch. Wicemistrzem olimpijskim został Jack Heaton, który zdobył srebrny medal również podczas poprzedniej rywalizacji olimpijskiej, w 1928 roku.
| Miejsce | Państwo         | Złoto | Srebro | Brąz | Razem |
| ------- | --------------- | ----- | ------ | ---- | ----- |
| 1.      | Włochy          | 1     | –      | –    | 1     |
| 2.      | USA             | –     | 1      | –    | 1     |
| 3.      | Wielka Brytania | –     | –      | 1    | 1     |
| Razem   | Razem           | 1     | 1      | 1    | 3     |

### Skoki narciarskie
Niezmiennie od poprzednich igrzysk skoczkowie narciarscy rywalizowali w jednej konkurencji indywidualnej. Olimpijski konkurs skoków w Sankt Moritz był pierwszymi międzynarodowymi zawodami, podczas których skoki oceniane były przez pięciu sędziów, a dwie skrajne noty zaczęto odrzucać. W dotychczasowej formule noty wystawiało trzech sędziów i wszystkie wliczane były do wyniku punktowego.
Konkurs zdominowali reprezentanci Norwegii, którzy zdobyli wszystkie trzy medale olimpijskie. Taka sytuacja, że wszystkie miejsca na podium zdobyli skoczkowie z jednego kraju, nastąpiła po raz drugi w historii. Wcześniej, na igrzyskach w Lake Placid w 1932, również Norwegowie zdobyli wszystkie medale. Po pierwszej serii konkursu w Sankt Moritz na prowadzeniu był Matti Pietikäinen, jednak jego słabszy rezultat w finale sprawił, że ostatecznie zakończył zawody na czwartym miejscu.
| Miejsce | Państwo  | Złoto | Srebro | Brąz | Razem |
| ------- | -------- | ----- | ------ | ---- | ----- |
| 1.      | Norwegia | 1     | 1      | 1    | 3     |
| Razem   | Razem    | 1     | 1      | 1    | 3     |

## Multimedaliści
Jedenaścioro sportowców zdobyło w Sankt Moritz więcej niż jeden medal, a siedmioro spośród nich wywalczyło przynajmniej jedno złoto. Najwięcej – czterech – multimedalistów startowało w barwach Szwecji. Troje multimedalistów stawało na podium olimpijskim w narciarstwie alpejskim, również trzech w biegach narciarskich, a jeden w łyżwiarstwie szybkim.
Najwięcej medali – trzy – zdobył reprezentant Francji w narciarstwie alpejskim, Henri Oreiller. Dwukrotnie został on mistrzem olimpijskim, dodatkowo zdobył brązowy medal. Dwa tytuły mistrzowskie zdobył także Martin Lundström w biegach narciarskich.
Poniższa tabela przedstawia indywidualne zestawienie multimedalistów Zimowych Igrzysk Olimpijskich 1948, czyli zawodników i zawodniczek, którzy zdobyli więcej niż jeden medal olimpijski na tych igrzyskach, w tym przynajmniej jeden złoty.
| Miejsce | Zawodnik         | Państwo | Dyscyplina            | Złoto | Srebro | Brąz | Razem |
| ------- | ---------------- | ------- | --------------------- | ----- | ------ | ---- | ----- |
| 1.      | Henri Oreiller   | Francja | narciarstwo alpejskie | 2     | –      | 1    | 3     |
| 2.      | Martin Lundström | Szwecja | biegi narciarskie     | 2     | –      | –    | 2     |
| 3.      | Trude Beiser     | Austria | narciarstwo alpejskie | 1     | 1      | –    | 2     |
| 3.      | Gretchen Fraser  | USA     | narciarstwo alpejskie | 1     | 1      | –    | 2     |
| 3.      | Nils Östensson   | Szwecja | biegi narciarskie     | 1     | 1      | –    | 2     |
| 3.      | Åke Seyffarth    | Szwecja | łyżwiarstwo szybkie   | 1     | 1      | –    | 2     |
| 7.      | Gunnar Eriksson  | Szwecja | biegi narciarskie     | 1     | –      | 1    | 2     |